# كتابة هيراطيقية

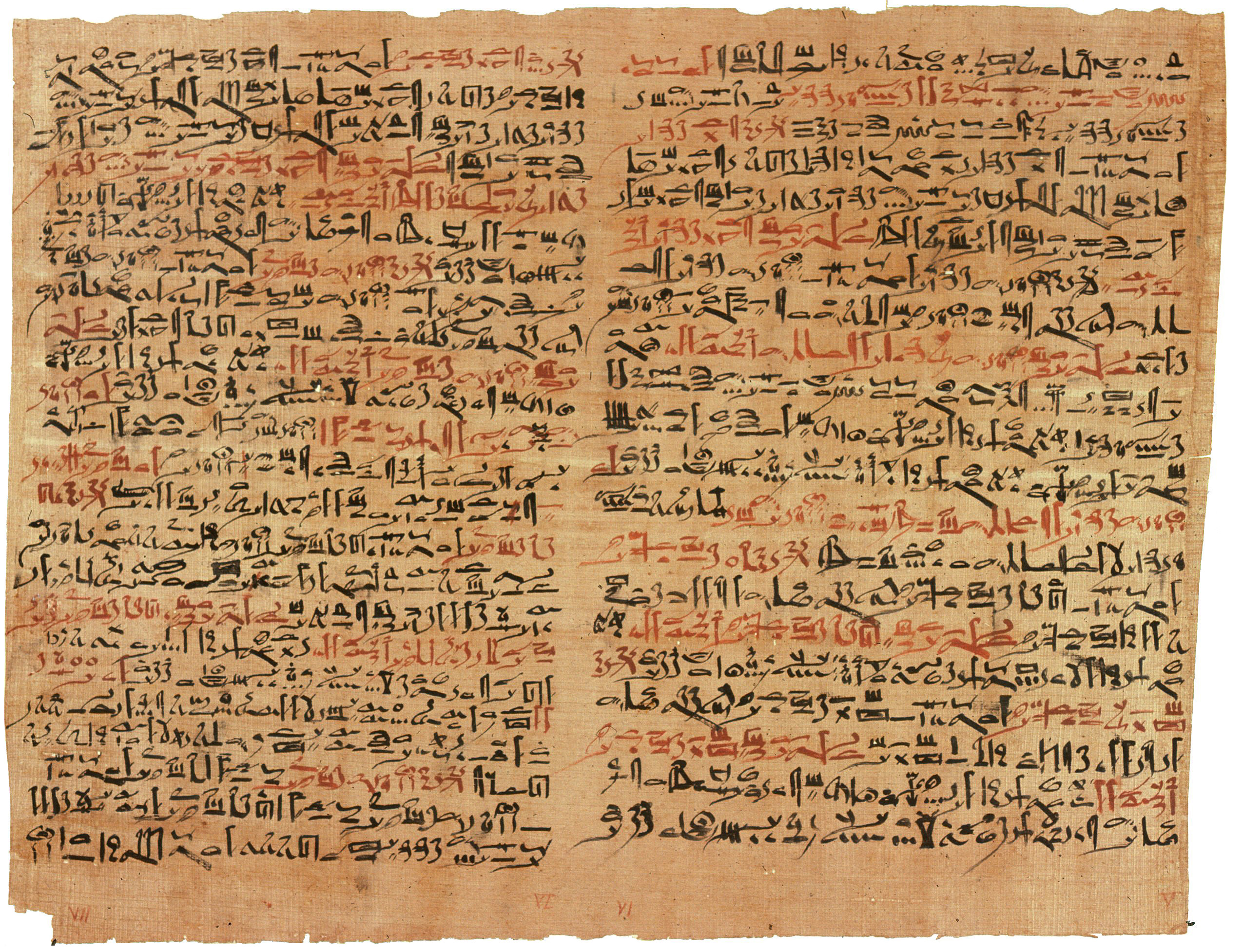
وثيقة طبية تحوي كتابة هيرية

الكتابة الهِيرِيَّة (بالإنجليزية: Hieratic)‏ هي طريقة كتابة مصرية قديمة وهي من أوائِل وأقدم طرق الكتابة التي تستخدم طريقة الكتابة بخطوط لينة (خطوط مستمرة مقابل طريقة أشكال أحرف منفصلة)، كتبت برموز مبسطة للرموز الهيروغليفية الأصلية ولما كانت الهيروغليفية غير ملائمة للكتابة السريعة نشأت طريقة مختصرة للكتابة للأغراض العملية هي ما عرف بالهيريّة حيث حل كل رمز فيها محل الهيروغليفية الأصلية.
اشتقت كلمة «هيراطيقي» من الكلمة اليونانية «غراماطا هيراطيكا γράμματα ἱερατικά» وتعنى «الكتابة الكهنوتية» وإشارة إلى أن الكهنة كانوا أكثر الناس استخداماً لهذا الخط حيث أن نسبة كبيرة من النصوص الهيريّة وخاصة في العصور المتأخرة هي نصوص دينية، وكتب معظمها بواسطة الكهنة.
الخط الهيري هو تبسيط للخط الهيروغليفي أو بمعنى آخر اختصار له وإن الخط الهيروغليفي وهو خط العلامات الكاملة لا يتناسب مع طبيعة النصوص الدنيوية والدينية التي ازدادت بازدياد حركة الحياة والتي تطلبت خطاً سريعاً، كما تطلبت مواد كتابة لا يصلح معها إلا الخط السريع مثل البردي والأوستراكا (الشقافة) وذلك على عكس الخط الهيروغليفي - خط التفاصيل - الذي يتناسب أكثر مع المنشآت الضخمة حيث كان ينقش بالأزاميل، وأما الخط الهيري فكان يكتب بقلم البوص والحبر.
استعملت الهيريّة في مصر القديمة لمدة تقرب من 2000 سنة من الأسرات الأولى حتى عصر الدولة الحديثة وكانت مناسبة للكتابة على أوراق البردي والمستندات والتقارير وقوائم الجرد وفي المحاكم وكتبت أيضاً على الأحجار في عهد الملوك الليبيين.
وكانت الهيريّة تكتب على البردي بعود رفيع من الغاب مدبب السن يغمس في حبر أسود أو أحمر في بداية الفقرات وفي الحسابات وفي كتابة علامات الترقيم أو عند كتابة أسماء المخلوقات الشريرة وكتبت الهيريّة في سطور عمودية حتى الدولة الوسطى ثم كتبت بعدذلك بالتدريج في سطور أفقية من اليمين لليسار.
وبظهور الكتابة الديموطية حوالي 800 قم فقدت الهيريّة قوتها وحل محلها الكتابة الديموطيقية وهي الخط الشعبي وأطلق السياح الإغريق على الهيريّة الكتابة المقدسة أو خط رجال الدين وذلك لاستعمالها في النصوص المقدسة وفي العصر الروماني كتبت في سطور رفيعة ففقدت كل بهجتها القديمة.